# Biston hypoleucus
Biston hypoleucus es una especie de polilla de la familia Geometridae. La especie fue descrita por primera vez por Nikolai Kuznetsov en 1901 con distribución en Rusia. El holotipo de la especie fue descrita a poca distancia del río Ussuri a nivel de Jabárovsk.